# カールスバッド (カリフォルニア州)
カールスバッド（英: Carlsbad）は、アメリカ合衆国カリフォルニア州のサンディエゴ郡にある都市。サンディエゴの北50㎞に位置している。人口は11万4746人（2020年）。太平洋岸は砂浜海岸となっており、週末は大勢の市民でにぎわう。
高い資産価値、高い家庭収入中央値、および高い教育レベルによってカリフォルニア州はもちろんアメリカ合衆国でも最も裕福なクラスの社会に属している。人口密度が低く、海岸部に位置し、繁盛する商業部門があり、さらに表彰される教育学区があることなど全てが、この地域の高い生活水準に貢献している。アメリカ合衆国でも最も高収入が得られる場所になっている。カールスバッド市は主にショッピング、観光、好調なハイテク産業およびリゾート生活の町として知られている。
1952年に市制が執行された。オーシャンサイド市に併合されることを避ける目的があったという。市はカリフォルニア州の自治体としては初めて希少な野生生物の生息域を保護する条例を発行した。また市域内の特定量の土地を如何なる種類の開発からも保護することとし、新しい開発プロジェクトで破壊される生物生息域を回復するためにそこそこの予算も遣っている。

## 歴史

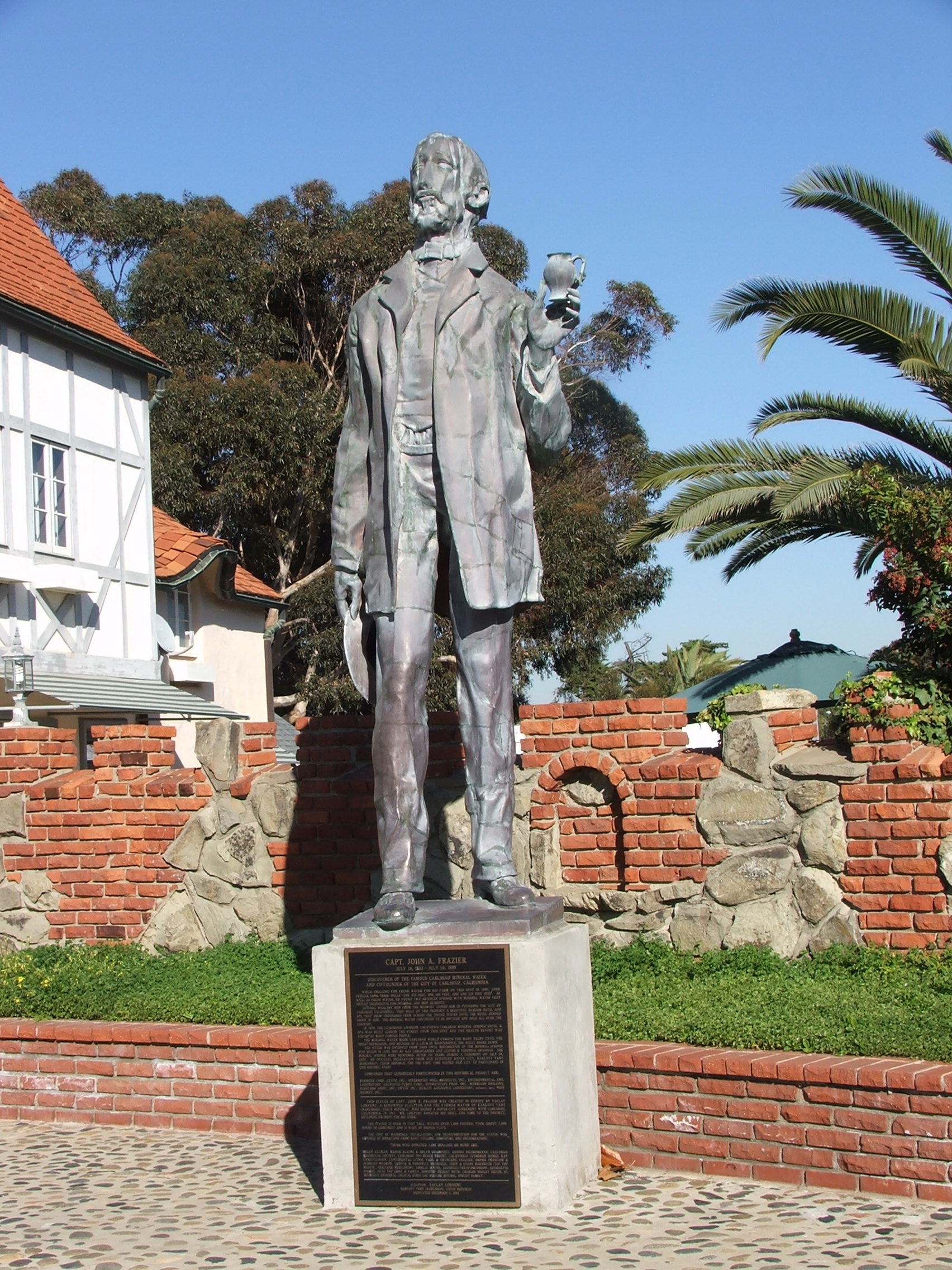
ジョン・フレーザーの彫像

カールスバッドの歴史は、現在のアグア・ヘディオンダ・ラグーンがある場所近くにパラマイと呼ばれる集落を造ったルイセーニュ族インディアンから始まっている。1880年代にジョン・フレーザーという元水夫がこの地域に井戸を掘った。この水を鉄道駅に給水することを始め、間もなくこの駅がフレーザー駅と呼ばれるようになった。2番目に掘った井戸の水を試験すると、オーストリア＝ハンガリー帝国（現在はチェコ共和国）のカルロヴィ・ヴァリ（英語でカールスバッド）にあるヨーロッパでも有名な温泉の水と化学成分で類似していることが分かった。
この発見を活かすために、ドイツ生まれで中西部から移住してきていたゲアハルト・シュッテとサミュエル・チャーチ・スミス、D・D・ワーズワース、およびヘンリー・ネルソンがカールスバッド土地鉱水会社を結成した。その後間もなく町の名前もカールスバッドに決まり、観光客を惹き寄せるために大掛かりな宣伝活動も行われた。この地域が成長を始め、1880年代には住宅や事業が増加していった。柑橘類、アボカド、オリーブなどの農業が発展し、辺りの風景が変わった。1887年暮れにはサンディエゴ郡の土地価格が下がったが、カールスバッドの町は肥沃な農業用地があったために生き残った。
ジョン・フレーザーが最初に井戸を掘った場所は現在、カールスバッド・ブールバード沿いにあるドイツ・ハンザ風家屋の複製である「アルト・カールスバッド」で見ることができる。
1976年3月に世界初のスケートボードパークであるカールスバッド・スケートパークが建設された。カールスバッド・レースウェイがある敷地内にあり、発案者のジャック・グラハムとジョン・オマリーが建設した。

## 地理
カールスバッドは北緯33度7分19秒 西経117度17分49秒 / 北緯33.12194度 西経117.29694度に位置する。
アメリカ合衆国国勢調査局に拠れば、市域全面積は40.8平方マイル (105.6 km2)、このうち陸地は37.4平方マイル (97.0 km2)、水域は3.4平方マイル (8.7 km2)で水域率は8.24％である。水域の大半は3つのラグーン（潟湖）と1つの湖である。
北はオーシャンサイド、南はエンシニータス、東はビスタと隣接している。
現在の市域は繁盛する観光地の多くを含め、その大半が1970年代以降周辺の未編入領域を併合してきたものである。

## 市内の地区

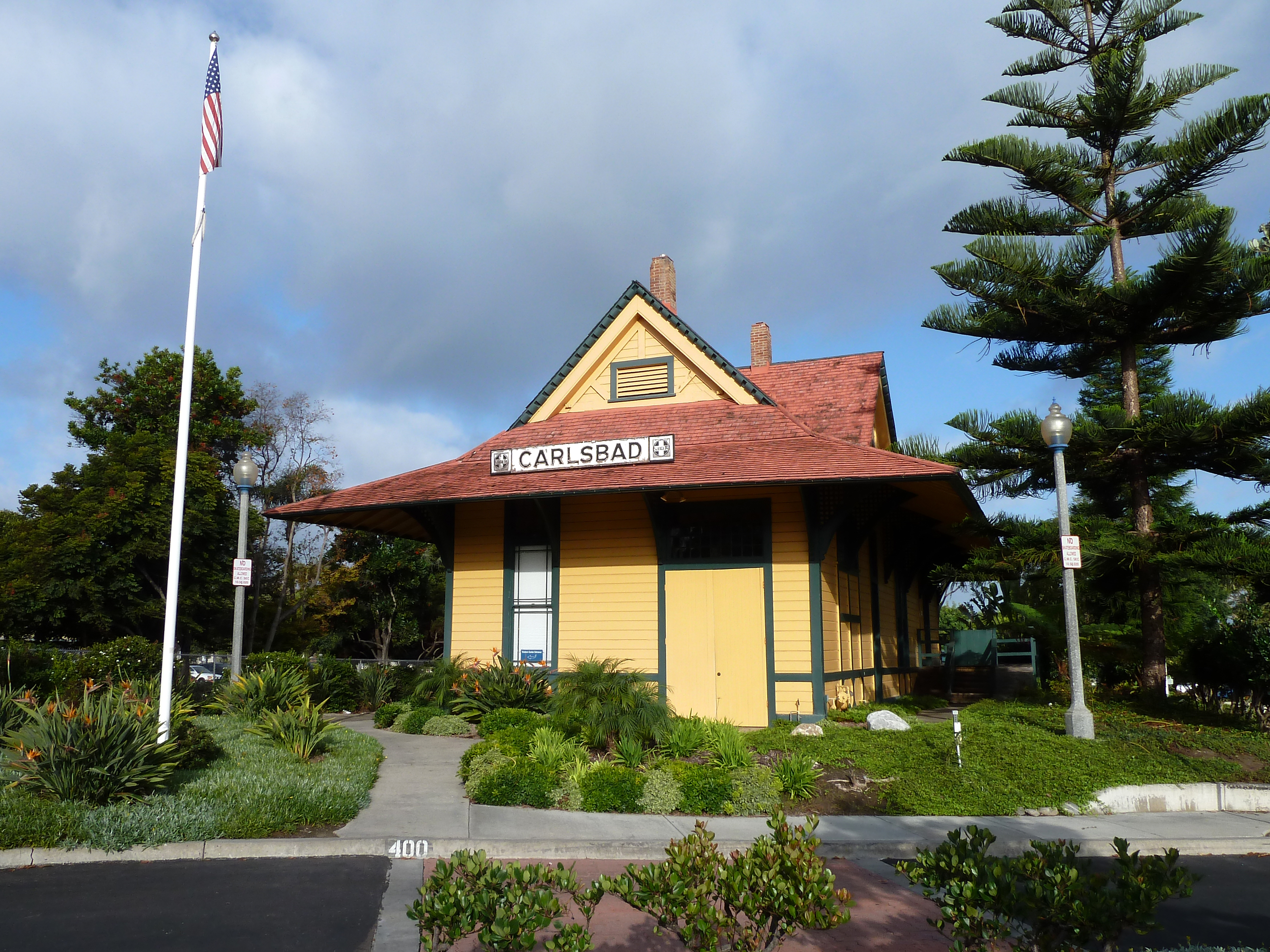
昔のサンタフェ駅、1907年建設、アメリカ合衆国国家歴史登録財に指定され、現在は市の観光案内所に使われている

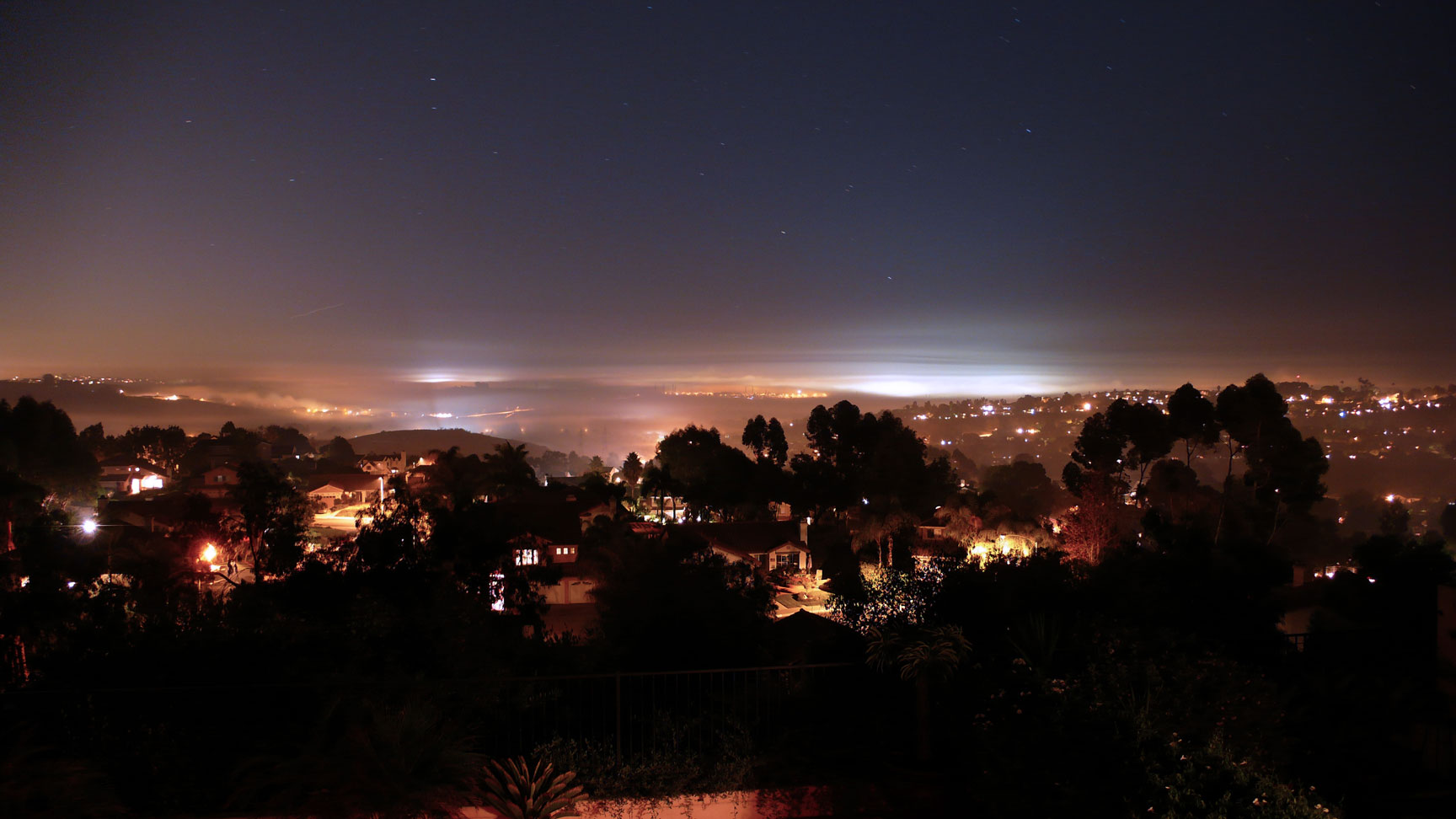
カールスバッド市内北東地区と北西地区の夜景

カールスバッド市内は東西方向のパロマ空港道路（郡道S12号線）と南北方向のエル・カミノ・レアル道路でほぼ4分されている。それぞれ北西地区、北東地区、南東地区、南西地区と呼ばれている。

### 北西地区
北西地区は市内で最も古い地域である。新しい開発地が幾らかはあるが、既に確立された一戸建て住宅が多く、ある場所ではアパートや集合住宅になっている。この地区の多くの場所が昔からあるという事実はハイランド・ドライブなど側道や街灯が無い通りがあるという事実で明らかである。
ブエナビスタ・ラグーンとアグア・ヘディオンダ・ラグーンに沿って、開発によっても比較的手を付けられず、市からレクリエーションに使うよう指定された樹林であるホスプ樹林がこの北西地区にある。ブエナビスタ・ラグーンは議論の多い3主題の1つである。関心のある市民が現在、市政委員会がこの地域を新しい住宅地域と最新鋭の市役所施設に指定することを止めるよう請願を起こしている。
カールスバッド・ビレッジ（カールスバッド中心街）
カールスバッド・ビレッジ・ドライブ（元のエルム・アベニュー）に沿っており、カールスバッド・ブールバード（太平洋岸ハイウェイあるいはアメリカ国道101号線）の西、州間高速道路5号線の東である。ここは再開発が進行中であり、多くの専門店、衣料品店およびレストランがある。
カールスバッド・ビレッジ協会が後援する定期開催の行事として、毎週土曜日と水曜日の午後1時から5時まで開かれる農家・市場直結市、毎年8月の第2日曜日午前9時から木曜日の午後5時までコースト・アートウォークで開かれる芸術の街頭祭「アート・イン・ザ・ビレッジ」、毎月最終木曜日に前夜祭が行われる「フレーバーズ・オブ・ザ・ビレッジ・レストラン・ウィーク」と「カールスバッド・ビレッジ衣類ショー」があり、中心街に地域全体から多くの人を集めている。カールスバッド商工会議所は1年に2回、5月と11月の第1日曜日に「カールスバッド・ビレッジ・ストリートフェア」と呼ぶストリート・フェアを開催している。この祭は北アメリカで1日だけ開催されるストリート・フェアとしては最大のものであり、出店数およそ1,000、観客は10万人を超えている。
ザ・バリオ
1920年代に作られたカールスバッドでは最初の地区だった。ラテン系住民が多く居住しており、カールスバッド市民図書館のスペイン語版であるセントロ・デ・インフォルマシオンがある。
オールド・カールスバッド
ブエナビスタ・ラグーンの南、エル・カミノ・レアル道路の西、キャノン道路の北の地域を言う。ここはカールスバッド市当初の領域であり、歴史ある多くの建物が存在している。恐らく社会経済学的に最も多様な地区であり、家屋は巨大な邸宅から質素な1階建て家屋まである。建築様式もまた多様である。多くの小学校があり、カールスバッド高校とカールスバッド・シーサイド・アカデミー、マグノリア小学校もある。唯一の歴史博物館であるマギー・ハウスがあり、カールスバッド歴史協会が入っている。
テラマー
太平洋に面した地区。

### 北東地区
この地域は1つのショッピングセンターを例外としてほとんど住宅地域である。人口が増加したために、最近アメリカ合衆国郵便公社から1つの郵便番号を割り当てられた。チェスナットヒルズと呼ばれる古い地域に多量にある一戸建て家屋が大半である。新築家屋はカラベラヒルズに見られ、ロバートソン・ランチと呼ばれる大きな建設可能地が残っている。
カラベラヒルズ
カレッジ・ブールバードとカールスバッド・ビレッジ・ドライブの交差点近くにある計画街区であり、北はオーシャンサイド市との市境までである。第1段階の西部は1980年代に大半が建設され、第2段階の東部は2000年代半ばに完成した。ここには小学校2校、中学校1校、広大な地域公園が1つ、多くのポケット公園、歩道、人造湖1つがあり、家屋は一戸建て、付設住宅およびアパートである。カラベラヒルズさらに小さなバーリントン、カプリストラーノ、ナンタケット、シェフィールドの4地区に分けられ、それぞれが持ち家者協会によって維持されている。幾つか、特に集合住宅の開発には地域プールがある。ここにはカラベラヒルズ中学校がある。この社会の大半、特にカラベラ湖周辺は未開発領域に指定されている。カラベラ湖近くには多くの歩道があり、例えば2,200万年前の火口がある標高513フィート (156 m) のカラベラ山に登る2マイル (3 km) のハイキングコースがある。この山は数百年間前に噴火口と溶岩供給路付近に大量の火山岩が凝固したものである。
サマーハウス
2005年に建設された住宅地域であり、西はカレッジ・ブールバード、東はカールスバッド自然保護地域に接している。
ザ・コロニー
カラベラヒルズ地域公園の直ぐ南にある完成された住宅地域。ここの家屋は屋根板のファサード、大きな前庭と後庭のあるコテージ・スタイルなので憧れの的であり、通りの名は風変わりなものが付けられている（スコットランドの町に因んで名付けられた）。
タングルウッド
カールスバッド・ビレッジ・ドライブ、エル・カミノ・レアル道路およびアベニダ・デ・ルシア道路に囲まれる集合住宅地区。家屋と地域プールは持ち家者協会によって維持されている。この地区の全ての家屋がタウンハウスであるが、住民は全て個別のガレージを所有している。
ロバートソン・ランチ
タマラック・アベニュー、カレッジ・ブールバードおよびエル・カミノ・レアル道路に囲まれる計画開発地区。開発は2010年を通じて行われ、3つの学校が入る可能性がある。
サニークリーク
カレッジ・ブールバード沿いに東のエル・カミノ・レアル道路までの小さな一戸建て住宅開発地。ここにショッピングセンターが提案されているが、その着工は何度も遅らされてきた。これが完成すると、トリシティ地域の外にあるカールスバッド市北東部では唯一のショッピング地区になる。
ザ・サミット北
マロン道路の北、まだ改良が住んでいないヘイマー・ドライブの西にあるタウンハウス開発地域。
ザ・サミット南
エル・カミノ・レアル道路、タマラック・アベニューおよびカールスバッド・ビレッジ・ドライブに囲まれる一連なりの小丘に建設された住宅地域。タマラックポイント、ファルコンヒルズおよびカールスバッドメドウズなど幾つかの開発地があり、1990年代後半に完成された。

### 南東地区
市内では最も新しい地区であり多くの計画街区がある。この中の著名な小地区はブレシランチ、ビレッジ・オブ・ラ・コスタ、およびランチョカリーリョがある。ビレッジ・オブ・ラ・コスタの中はさらに小さな5区画に分けられている。
ブレシランチ
パロマ空港道路の南、エル・カミノ・レアル道路の東にある623戸の多目的計画街区であり、表彰も受けた。市の心臓部、広さ585エーカー (2.34 km²) の土地の上にあり、庭園地区として全てが新築でスマートグロウス（賢明な都市開発法）の概念に添って開発された唯一の地域社会である。ここには家屋の価額が70万ドルから200万ドルを超えるものまで並ぶプレミア街区が8つある。大きな家屋は建て延べ面積6,280平方フィート (583 m²) と大きなものもあり、近くの太平洋や周辺の丘陵部を望むことができる。この地区の中心にはブレシコモンズがあり、プライベートのクラブハウス、オリンピックにも使える競泳プール、歩行プール、温泉およびバーベキューやピクニックができる場所がある。建築的な多様さ、多くのアメニティ、年中花が咲乱れる花園、重役向け家屋、至便な位置、および学校、事務所、店舗が集積していることで、この地区はサンディエゴ郡北部の憧れの地になっている。ブレシビレッジという地域ショッピングセンターがあり、市内では唯一のステーター・ブラザーズ（スーパーマーケット）とトレーダー・ジョーズ（グロサリーストア）が入っている。ここには広さ32エーカー (128,000 m²) のビジネスパークであるブレシランチ・コーポレートセンターがあり、サンディエゴ郡では最大かつ最新のものになっている。公共教育は表彰されたことのあるカールスバッド統合教育学区が管轄している。また権威のあるパシフィック・リッジ学校、ポインセチア小学校およびフィットネスと医療の総合施設トリシティ・ウェルネス・センターがある。ブレシランチ・セルフストレージは広さ144,000平方フィート (13,400 m²) の最新式倉庫設備であり、パロマ空港道路とエル・カミノ・レアル道路の角にある。700万ドルをかけた広さ18,600平方フィート (1,700 m²) の少年少女クラブズ・オブ・アメリカのクラブハウスは2010年オープン予定であり、ここには様々なレストランなどが入る。この他面積32エーカー (128,000 m²) の大公園の建設も計画されている。
ラ・コスタ・グリーンズ
ラ・コスタ・リゾートの北ゴルフコース東斜面、将来のアルガ・ノルト公園とアルガ道路との間に建設された新しい住宅地区。多くの家からは太平洋や有名なラ・コスタ・ゴルフコースが望める。この地区の端にはプレシド・クラブがあり、コンシェルジェが常駐して温泉のような快適さを売りにしている。その他のアメニティとして、プール、温泉、ジム、幼児の遊び場、および2面のテニスコートがある。住宅の床面積は3,000ないし5,000平方フィート（300-500m²) あり、2006年4月時点では半分以上ができていた。24戸の家を除き、教育はサンマルコス統合教育学区が管轄している。
ラ・コスタ・オークス
ビレッジ・オブ・ラ・コスタで2番目の地区であり、ランチョ・サンタフェ道路の東、ラ・コスタ・アベニューの端にある。ここは計画街区であり、住宅の床面積は3,000ないし5,000平方フィート（300-500m²)、2003年から2006年に建設された。
ラ・コスタ・リッジ
ビレッジ・オブ・ラ・コスタの最終段階。地元にあった山の頂上を削って平にし、守衛所付き社会で大型のオーシャンビューを楽しめる家屋を建設できるようにした。住人のラ・コスタ・メドーズ小学校、新しいサンエリホヒルズ中学校および新しく改修されたサンマルコス高校に通っている。
ラ・コスタ・バレー
1998年から2001年にカールスバッド市とエンシニタスとの市境近くに建設された計画街区。ビレッジ・オブ・ラ・コスタの第1段階として、開発業者アーバックル・デベロプメント社が計画し建設した。建設業者としては、カウフマン・ブローロホームズ（後のKBホーム）、シー・ホームズ、スタンダード・パシフィック・ホームズ、グレイストーン・ホームズ（後にレナーに買収された）、K・ホバニアン・センテックス・ホームズがあった。ラ・コスタ・バレーの中心であるバレー・クラブは「ビバリーヒルズがメイベリーに出逢う」というスローガンで販売され、大半が中上流階級の家庭が入っている。バレー・クラブには社会活動、大型の水泳プールおよび2面のテニスコートがある。エル・カミノ・クリーク小学校がある。中学校はエンシニタス中部にあるオーク・クレスト中学校である。年長の生徒はラ・コスタ・キャニオン高校とサンディエグイト高校アカデミーに通っている。
ランチョ・カリーリョ
歴史あるレオ・カリーリョ牧場公園を取り囲む美しい渓谷を中心とする地域社会。渓谷と丘陵部の半分以上が未開発のまま保存され、一年中渓谷を水流が流れている。集合住宅やタウンハウスから大型の重役用家屋まで住民約1,500人のバランスの取れた住宅地区になっている。公園にマッチさせるために「古いカリフォルニア」をテーマに設計され、景観が保持され、歩道が網の目のように整備されている。クラブがあり活動的な社会活動のカレンダーが決められ、まら年間を通じて行事がある。小学校はカリーリョ小学校があり、サンマルコス統合教育学区が管轄している。

#### ラ・コスタ
ラ・コスタとは、カールスバッド市の住宅地域とその中心にある世界的なゴルフ、テニス施設があるリゾート・アンド・スパの双方を指している。アルガ道路の南、エル・カミノ・レアル道路の東、オリベンヘイン道路の北、ランチョ・サンタフェ・ブールバードが南北に走る部分の西に位置している。ラ・コスタ・リゾート・アンド・スパは18ホールのゴルフコース、リゾートホテルおよび集合住宅、19面のテニスコート、さらに関連する小売店舗がある。ディパック・チョプラ博士がここにあるチョプラセンターを運営している。ラ・コスタの住宅地域は大半が住宅で、他にショッピングセンター、大型ブティークおよび高級レストランがある。地区の境界線が他の地区と輻輳しているために教育は4つの教育学区に跨っている。ラ・コスタ・キャニオン高校とサンディエグイト高校アカデミーは、エンシニタス、ランチョ・サンタフェおよびその他周辺地域社会と、カールスバッド市の最南端部を校区にしている。人気のあるサンエリホヒルズ中学校とサンマルコス高校はゴルフコースの北側を校区にしている。ラ・コスタの不動産価格はカリフォルニア州やサンディエゴ郡の平均値のかなり上にある。
ラ・コスタの開発は1965年に始まり、デザート・イン・ホテルのアーブ・ラストンとその共同経営者が景観の良い土地3,500エーカー (14 km²) を購入した。ゴルフコースが開発され、住宅が売りに出された。客室数90室のランチョ・ラ・コスタ・インが観光客のために建設された。続いてスパが付加され、ホテルの規模が拡大したので、2,000エーカー (8 km²) の土地が追加購入された。1987年には日本のスポーツ・シンコーがリゾートを買収した。その後の衰退時期を経て、2001年にカリフォルニア州のリゾートホテル・グループであるKSLリゾーツが買収し、1億4,000万ドル以上をかけて改修を行った。
1999年以降毎年2月、ラ・コスタ・リゾート・アンド・スパでは世界ゴルフ選手権の1つであるWGCアクセンチュア・マッチプレー選手権が開催されていたが、2006年の大会が最後となった。WTA女子プロ・テニスのトーナメントであるアキュラ・クラシックが長年ここで開催されていたが、最近興行権がWTAに買い戻された。

### 南西地区

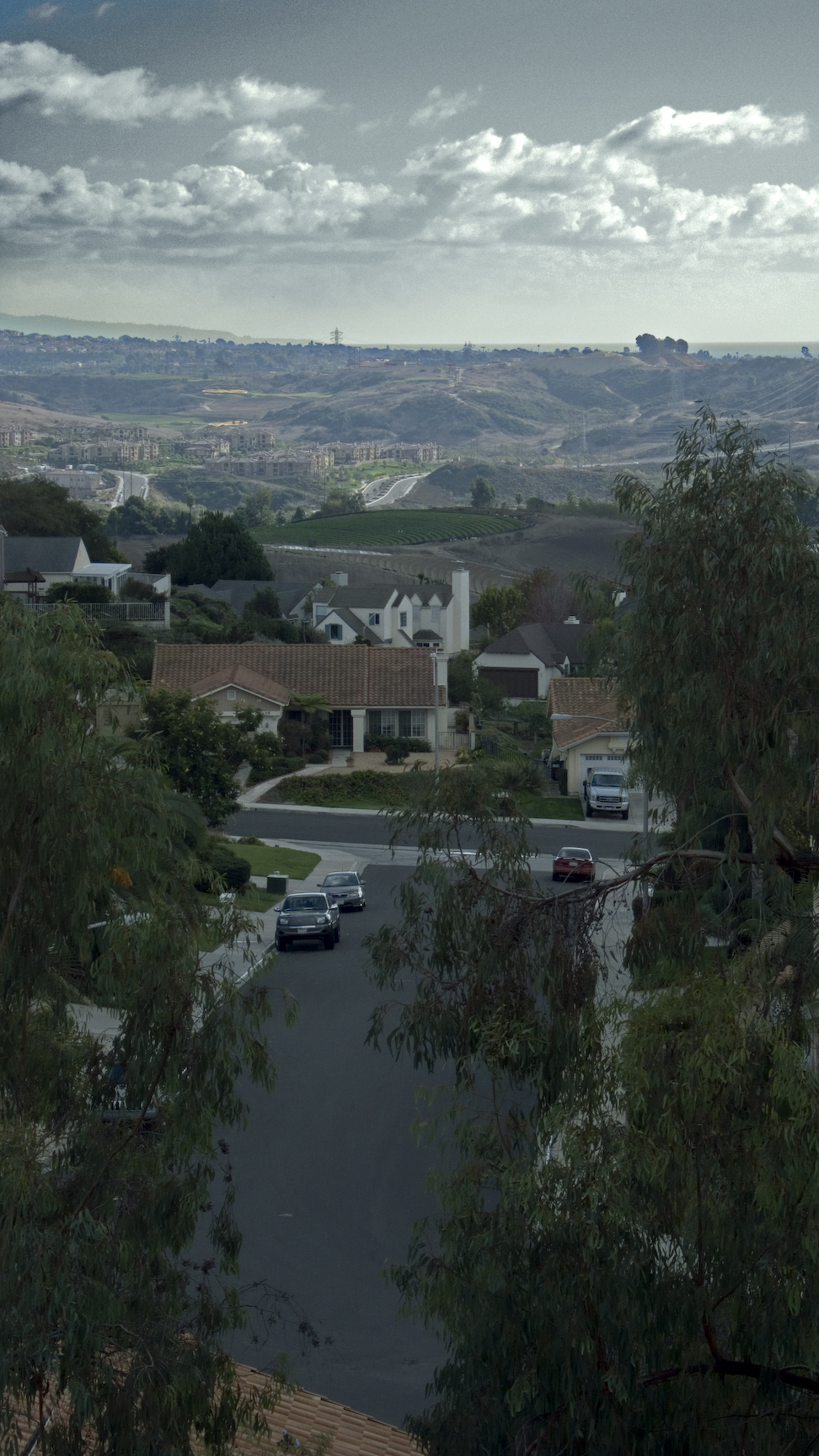
カールスバッド市南西地区

南西地区は事業地区と住宅地区が混ざっている。市の人口が増加したために、最近アメリカ合衆国郵便公社から1つの郵便番号を割り当てられた。
ポント
一戸建て住宅と移動住宅の地区。移動住宅は完全に定着されているが、この地区の一戸建て住宅は新しいものである。この地域の部分を開発する計画は現在承認待ちであり、関連住民からの反対もある。提案される新しい地域社会の形は、事業のオーナーが店舗の2階部分に住むことができ、通勤する必要のない職住接近である。しかし、この計画地は鳥類が子育てをする保護されている湿地に直接隣接している。そこはカールスバッド市の南側、エンシニタスとの市境近く、州間高速道路5号線の西側にある。
アビアラ
カールスバッド市南部の丘陵にあるリゾート地であり、太平洋とバティキトス・ラグーンを見下ろしている。面積は1.6平方マイル (4.1 km²)、エンシニタスの直ぐ北、州間高速道路5号線の東、ラ・コスタの西にある。エル・カミノ・レアル道路添いアビアラの直ぐ外に映画館、レストラン、宝石店、カールスバッド市民図書館支所、郵便局および幾つかのサロンがある。
元フォーシーズンズ・リゾート・アビアラで毎年ウォールストリート・ジャーナルのD会議（オール・シングズ・デジタルあるいはオールシングズD)を開催している。この会議は技術産業での大立て者が集うものであり、過去の会議ではスティーブ・バルマー、セルゲイ・ブリン、マーク・キューバン、フィリップ・ダウマン、マイケル・デル、ラリー・エリソン、カーリー・フィオリーナ、メリンダ・ゲイツ、アル・ゴア、ロバート・アイガー、ジョージ・ルーカス、ジョン・マケイン、ルパート・マードック、ラリー・ペイジ、テリー・セメル、エリック・シュミット、メグ・ホイットマン、ジェリー・ヤンおよびマーク・ザッカーバーグが出席してきた。

## 人口動態
以下は2000年の国勢調査による人口統計データである。
| 基礎データ - 人口: 78,247人 - 世帯数: 31,521世帯 - 家族数: 20,898家族 - 人口密度: 806.9人/km2（2,090.2人/mi2） - 住居数: 33,798軒 - 住居密度: 348.5軒/km2（902.8軒/mi2） 人種別人口構成 - 白人: 86.55% - アフリカン・アメリカン: 0.96% - ネイティブ・アメリカン: 0.42% - アジア人: 4.24% - 太平洋諸島系: 020% - その他の人種: 4.65% - 混血: 2.99% - ヒスパニック・ラテン系: 11.72% 年齢別人口構成 - 18歳未満: 23.3% - 18-24歳: 6.2% - 25-44歳: 31.9% - 45-64歳: 24.6% - 65歳以上: 14.0% - 年齢の中央値: 39歳 - 性比（女性100人あたり男性の人口） - 総人口: 95.8 - 18歳以上: 92.8 | 世帯と家族（対世帯数） - 18歳未満の子供がいる: 30.7% - 結婚・同居している夫婦: 54.3% - 未婚・離婚・死別女性が世帯主: 8.6% - 非家族世帯: 33.7% - 単身世帯: 24.8% - 65歳以上の老人1人暮らし: 8.2% - 平均構成人数 - 世帯: 2.46人 - 家族: 2.96人 収入と家計（2007年推計） - 収入の中央値 - 世帯: 79,444 米ドル - 家族: 100,932米ドル - 性別 - 男性: 54,826米ドル - 女性: 39,415米ドル - 人口1人あたり収入: 34,863米ドル 全国平均：21,587米ドル - 貧困線以下 - 対人口: 5.9% - 対家族数: 3.4% - 18歳未満: 7.3% - 65歳以上: 3.6% |

2005年カリフォルニア州人口動態報告書に拠れば、カールスバッド市の世帯当たり収入平均の推計値は106,459ドルから111,483ドルとなっている。

## 政治
カリフォルニア州議会では、上院の第38および下院の第74選挙区に属している。連邦議会下院ではカリフォルニア州第50選挙区に属し、クック投票動向指数では共和党+3となっている。2010年時点ですべて共和党議員が務めている。
カールスバッド市の有権者は2008年に市がチャーター市になることを承認した。市政は全市を選挙区とする選挙で選ばれた1人の市長と4人の市政委員によって行われる。多選の制約はない。

## 経済
GEOグループがその西部地域事務所をカールスバッド市内に構えている。計画中の航空会社カリフォルニア・パシフィック航空はマクレラン・パロマ空港の敷地内にその本社を置いている。

### 主要雇用主
カールスバッド市の包括的年間財務報告書2009年版によれば、市内製造業の雇用主トップ10は以下の通りである。
| 順位 | 雇用主                         | 従業員数 |
| ---- | ------------------------------ | -------- |
| 1    | ライフ・テクノロジーズ         | 3,795    |
| 2    | テイラーメイド・アディダス     | 2,075    |
| 3    | キャロウェイ                   | 1,637    |
| 4    | アシムテック                   | 768      |
| 5    | ジンマー・デンタル             | 643      |
| 6    | クレストーン・グループ銀行     | 530      |
| 7    | エマーソン・ネットワークパワー | 299      |
| 8    | ドット・ヒル                   | 261      |
| 9    | タイトリースト                 | 235      |
| 10   | エアプロダクツ & ケミカルズ    | 227      |

非製造業の雇用主トップ10は以下の通りである。
| 順位 | 雇用主                                 | 従業員数 |
| ---- | -------------------------------------- | -------- |
| 1    | ビアサット                             | 1,394    |
| 2    | ラ・コスタ・リゾート・アンド・スパ     | 1,000    |
| 3    | レゴランド・カリフォルニア             | 968      |
| 4    | カールスバッド統合教育学区             | 940      |
| 5    | パーク・ハイアット・リゾート・アビアラ | 823      |
| 6    | カールスバッド市                       | 714      |
| 7    | GIA                                    | 636      |
| 8    | プレスクリプション・ソリューションズ   | 498      |
| 9    | アッパー・デック                       | 363      |
| 10   | コストコ                               | 358      |

### 本社を置く著名会社
- 24アワー・フィットネス、フィットネスセンター
- アプテラ・モーターズ、300マイル/ガロン車の新興企業
- アティキャス・クロージング、アパレル
- オートクレイムズ・ダイレックト、保険査定技術会社
- キャロウェイゴルフ、ゴルフ道具とアパレルの製造
- コブラ・ゴルフ、ゴルフ道具とアパレルの製造
- GIA
- ヘイ・ハウス、ニューエージの出版業者
- インビトロジェン、生命科学技術
- アイランズ・ファインバーガーズ & ドリンクス、レストラン
- ジャザーサイズ、国際的ダンス・フィットネス
- ジェニー・クレイグ、ウェイトコントロール
- K2 スポーツ、ウィンタースポーツ用品
- ライフ・テクノロジーズ、バイオテクノロジー
- レーザーUSA、コンピュータ周辺機器の製造
- リーフ、アパレル
- ルビオズ・フレッシュ・メキシカン・グリル、クイックサービス方式のレストラン
- シエラ・ワイヤレス、CDMA と EVDO の製品、研究開発事務所
- テイラーメイド・アディダス・ゴルフ、ゴルフ道具とアパレルの製造
- アッパー・デック、スポーツと娯楽トレーディングカード製造
- ビアサット、衛星通信

## 交通
市内に通勤列車コースターの停車駅が2つある。

## 教育
教育学区
- カールスバッド統一教育学区
- エンシニタス合同教育学区
- サンディエグイト高校教育学区合同教育学区
- サンマルコス統一教育学区

公立の高校は2校、中学は3校、インターレベル校1校、小学校は14校ある。私立学校は7校ある。

## 公共図書館
- カールスバッド市民図書館
- ジョージナ・コール図書館

## 見どころ
- レゴランド・カリフォルニアとシーライフ水族館
- アーミー・アンド・ネイビー・アカデミー（レッドアップル・イン）
- K1 スピード
- カールスバッド牧場の花畑
- カールスバッド海浜
- カールスバッド・スケート公園
- バティキトス・ラグーン
- ブエナビスタ・ラグーン
- カールスバッド・ラグーン
- カールスバッド歴史協会
- 音楽制作博物館
- カールスバッド・ビレッジ産地直送市[11]
- カールスバッド・プレミアム・アウトレット
- カールスバッド・ビレッジの新しいビレッジ・アートシアター[12]

## 著名な出身者と住人
- ブライアン・P・ビルブレー、アメリカ合衆国下院議員
- アダム・ブロディ、テレビと映画の俳優
- チャド・バトラー、バンドのスウィッチフットでドラマー
- S・E・カップ、ジャーナリスト、政治評論家
- ジョン・フォアマン、スウィッチフットのリードボーカル
- ティム・フォアマン、ジョンの弟でスウィッチフットのベース奏者
- トニー・ホーク、スケートボーダー、カールスバッドに住んでいたが現在は隣のエンシニタス市に在住、ゲームソフトTony Hawk's Pro Skater 2の場所としてカールスバッド高校が使われている
- ミシェリー・ジョーンズ、オーストラリアのトライアスロン選手、シドニーオリンピックで銀メダル
- ロッド・レーバー、元世界ランキング1位になったオーストラリアのテニス選手、引退してラ・コスタに住んでいる[13]
- サル・マセケラ、テレビESPNのエックスゲームズで司会者、音楽家ヒュー・マセケラの息子、カールスバッド高校卒[14]
- ロン・パッカード、アメリカ合衆国下院議員
- ショーン・ホワイト、スノーボードとスケートボードのプロ選手、トリノオリンピックとバンクーバーオリンピックで金メダル、近くのランチョ・サンタフェに住んでいる

## 姉妹都市
カールスバッド市は2つの都市と姉妹都市を結んでいる
- 日本、千葉県、富津市
- チェコ共和国、カルロヴィ・ヴァリ